# Stelling van Pascal

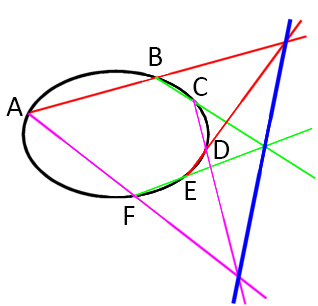
Pascallijn

De stelling van Pascal is een stelling uit de meetkunde die door Blaise Pascal (1623-1662) is geformuleerd en naar hem is genoemd.

## Stelling
Als van een zeshoek waarvan de hoekpunten op een kegelsnede liggen, de drie paren tegenoverliggende zijden elkaar snijden,  liggen de drie snijpunten op één lijn. 
Pascal bewees de stelling in 1639, hij was toen amper 16 jaar, nadat hij in contact was gekomen met Desargues (1591-1661). Hij publiceerde de stelling in 1640 op één blad papier, maar zijn manuscript hierover is nooit teruggevonden.
In de figuur is als kegelsnede een ellips gekozen, maar het kan ook een cirkel, parabool of hyperbool zijn.

### Randgevallen

Randgevallen

De stelling blijft geldig in allerlei randgevallen.
- Als een paar tegenoverliggende zijden van de zeshoek evenwijdig is, kan dit opgevat worden als limietgeval van een snijpunt dat steeds verder weg komt te liggen. De lijn door de beide andere snijpunten is dan evenwijdig aan het evenwijdige paar.
- Als er twee paren evenwijdige zijden zijn, is noodzakelijk ook het derde paar evenwijdig.
- In het geval van minder dan zes punten, kan de figuur opgevat worden als een zeshoek met twee of meer samenvallende punten. Als "zijde" neemt men dan de raaklijn aan de kegelsnede in het betrokken punt.

### Pascallijn
De verbindingslijn van die drie snijpunten wordt de pascallijn van de zeshoek genoemd. Door zes punten op een kegelsnede op te vatten als een zeshoek, kunnen we met de stelling van Pascal de pascallijn vinden als een lijn door de drie snijpunten van paren overstaande zijden van deze zeshoek.
Als de zes punten in een andere volgorde tot een nieuwe 'zeshoek' worden samengesteld liggen de drie snijpunten van paren in de nieuwe 'zeshoek' overliggende zijden nog steeds op één lijn. Noemen we de punten {\displaystyle A,B,C,D,E} en {\displaystyle F}, dan zijn er {\displaystyle {5 \choose 2}=120} mogelijke rangschikkingen die beginnen met punt {\displaystyle A}. Elke mogelijke zeshoek komt twee keer als rangschikking voor, namelijk rechtsom en linksom gelezen. Zo komen we tot 60 mogelijke zeshoeken en tot 60 pascallijnen.
Er zijn twintig combinaties van drie pascallijnen die alle drie door één lijn gaan, een dergelijk punt heet een punt van Steiner, en ook zestig drietallen pascallijnen die alle drie door één punt gaan, door een punt van Kirkman.

## Verwante stellingen
De stelling van Pappos is een speciaal geval van de stelling van Pascal. De duale versie van de stelling van Pascal is de stelling van Brianchon.
In 1847 gaf Möbius een algemene vorm van de stelling van Pascal:
Stel dat een veelhoek met {\displaystyle 4n+2} zijden is ingeschreven in een kegelsnede en paren van tegenoverstaande zijden worden verlengd tot zij elkaar snijden in {\displaystyle 2n+1} punten, dan zal, als {\displaystyle 2n} van die punten op één lijn liggen, het laatste punt ook op die lijn liggen.